# Saint-Pey-d’Armens
Saint-Pey-d’Armens (okzitanisch Sent Pèir d’Armens) ist eine französische Gemeinde mit 185 Einwohnern (Stand 1. Januar 2022) im Département Gironde in der Region Nouvelle-Aquitaine (vor 2016 Aquitaine). Sie gehört zum Arrondissement Libourne und zum Kanton Les Coteaux de Dordogne.

## Lage
Saint-Pey-d’Armens liegt etwa zwölf Kilometer südöstlich von Libourne. Umgeben wird Saint-Pey-d’Armens von den Nachbargemeinden Saint-Hippolyte im Norden, Saint-Étienne-de-Lisse im Norden und Nordosten, Saint-Magne-de-Castillon im Osten, Sainte-Terre im Süden, Vignonet im Südwesten und Westen sowie Saint-Laurent-des-Combes im Nordwesten.

## Bevölkerungsentwicklung
| Jahr                       | 1962 | 1968 | 1975 | 1982 | 1990 | 1999 | 2008 | 2020 |
| Einwohner                  | 383  | 393  | 343  | 316  | 304  | 276  | 263  | 185  |
| Quellen: Cassini und INSEE |      |      |      |      |      |      |      |      |

## Sehenswürdigkeiten
- Kirche Saint-Pierre, Monument historique
- Friedhofskreuz, seit 1901 Monument historique

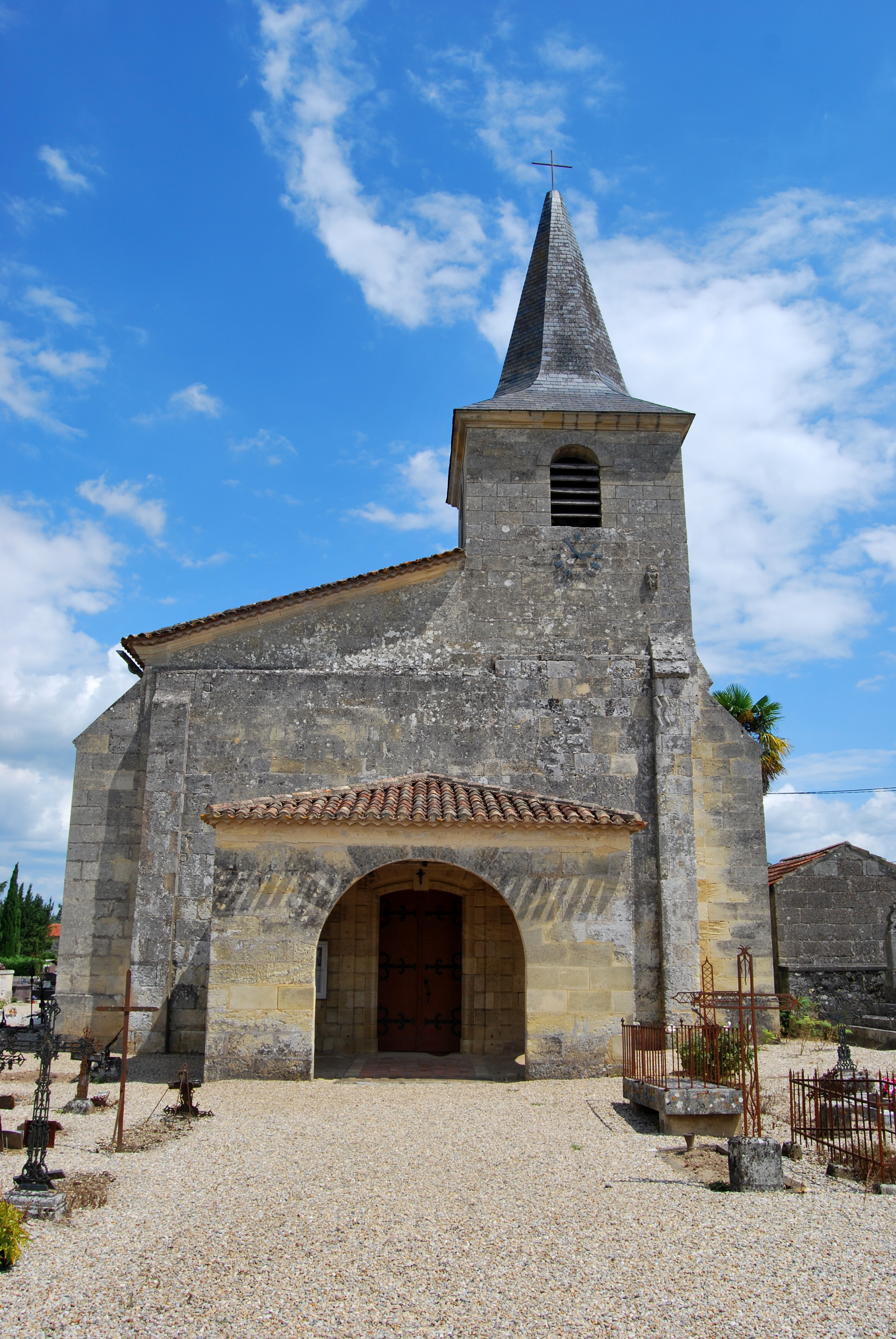
Kirche Saint-Pierre
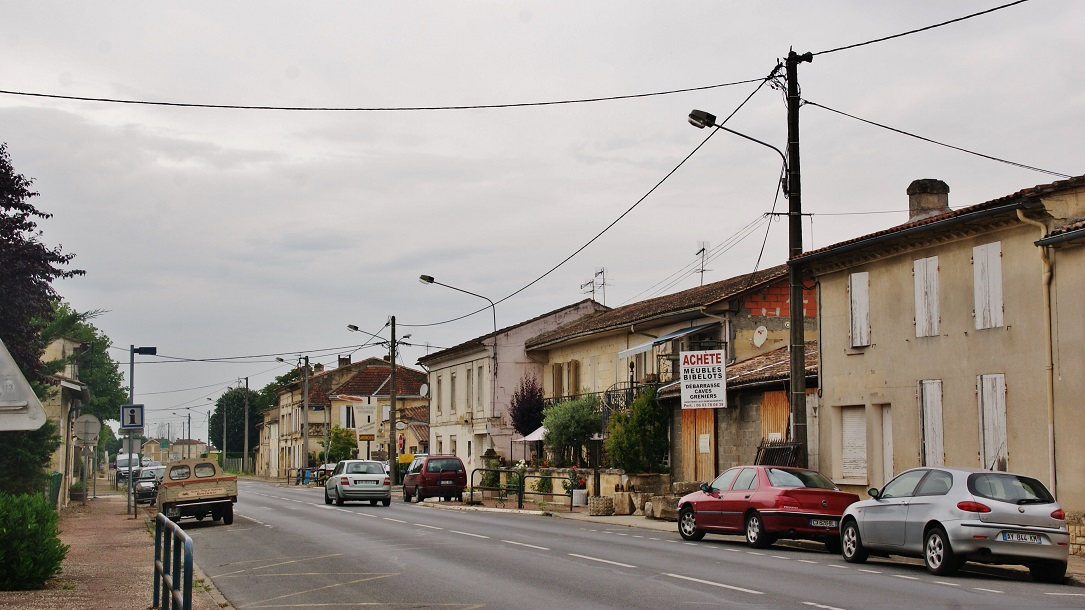
Hauptstraße
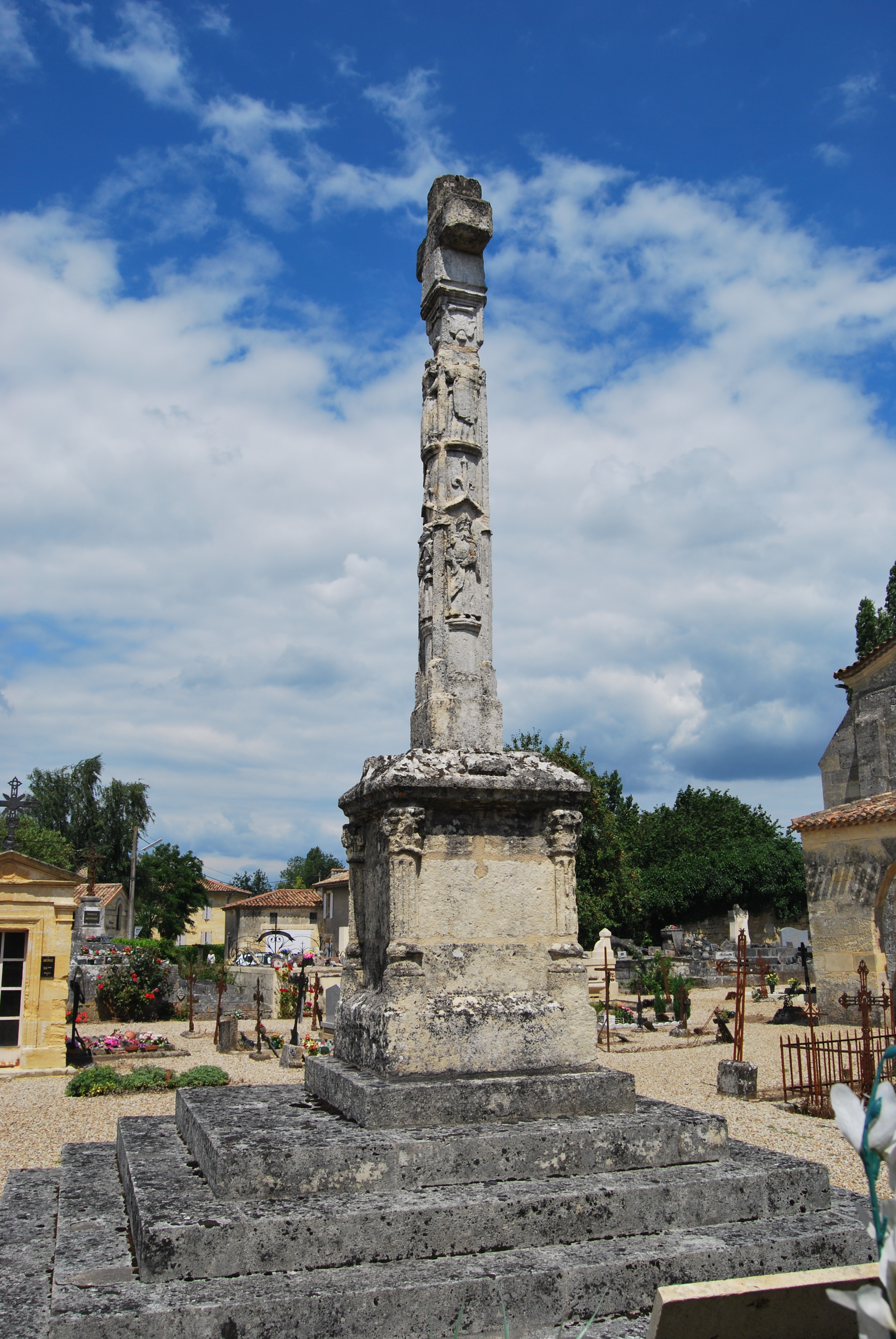
Friedhofskreuz